# Угода в Монтгомері

Уельс після угоди в Монтгомері, 1267 рік.
Землі Ллівеліна ап Гріфіда у Гвінеді
Землі, завойовані Ллівеліном ап Гріфідом
Землі васалів Ллівеліна ап Гріфіда

Угода в Монтгомері — угода між англійським королем  Генріхом III та Ллівеліном ап Гріфідом, укладена 25 вересня 1267 року.

## Передумови
4 серпня 1266 року відбулась битва під Івшемом, що поклала край війні в Англії, в якій війська баронів зазнали поразки, а Монфор загинув. Вже за 10 днів після Івшема Едуард узяв Честер, і здавалось, що Ллівеліну стане великих зусиль, щоб зберегти досягнення піптонських хартій. Однак, замість того, щоб очікувати на вторгнення англійців, принц Уельсу взяв штурмом замок Хаварден, підкоривши собі долину Молда й полонивши англійського кастеляна замку Роберта де Монтальта. Були розбиті об'єднані війська Хамо Лестрейнджа та Моріса Фіц-Джеральда.
У світлі необхідності відновлення влади у власному королівстві і явної готовності Ллівеліна до боротьби Генріху довелось ініціювати мирні перемовини, як посередника у яких було залучено папського легата Оттобоне Фієскі. Однак перші кроки в цьому напрямку плодів не дали, оскільки барони марки хотіли повернути завойоване валлійцями, і 1266 рік пройшов у воєнних діях, в яких Ллівелін продовжував перемагати.
15 травня сталась знакова поразка Роджера Мортімера, який спробував відбити Бріхейніог. Він був змушений тікати з поля бою з купкою соратників, що лишились в живих. До осені 1267 року Генріх розташувався зі свитою в Шрусбері, почавши фінальну стадію мирного врегулювання, що завершилась 25 вересня підписанням угоди, а 29 вересня складанням Ллівеліном присяги королю, що відбулось у Мотгомері .

## Умови
Відповідно до угоди Генріх III визнав за Ллівеліном і його нащадками титул принца Уельського. Усі валлійські землевласники ставали васалами Ллівеліна, за винятком Маредіда ап Ріс Гріга, присягу якого принц Уельсу міг придбати за суму в 5 000 марок. Територіальні придбання фактично залишались за Ллівеліном — він без додаткових умов отримував Перведвлад, Біеллт, Гуртейрніон та Бріхейніог, він мав звільнити Роберта де Монтальта, повернути йому Молд за умови, що останній не буде мати права будувати на місці Хавардена новий замок упродовж тридцяти років. Навіть умова повернути Майліенід Роджеру Мортімеру не було необоротною, оскільки для Ллівеліна передбачалась можливість оскаржити ці землі за правом марки.
Окремо в угоді зазначались умови миру для Давида ап Гріфіда, якому Ллівелін мав повернути землі, які йому належали на момент переходу на бік англійців. В обмін на це правитель Гвінеду мав сплатити 25 000 марок щорічними порціями по 3 000 марок .

## Наслідки
Укладення угоди в Монтгомері стало апогеєм могутності Ллівеліна. Йому вдалось отримати визнання своєї влади над усіма землями, які входили в Pura Wallia, тобто управлялись валлійськими лордами.